# Jacob Brent
Jacob Brent (Graham (Carolina del Nord), 14 agosto 1973) è un ballerino, coreografo e attore statunitense, noto soprattutto per aver interpretato Mister Mistoffelees nel musical Cats.
Ha recitato nel ruolo di Mister Mistoffelees nelle produzioni di Londra e di Broadway di Cats, oltre che nell'adattamento cinematografico del 1998 con Elaine Paige e John Mills. Ha recitato anche in altri musical, tra cui Starlight Express (Las Vegas, 1993) e Alice In Wonderful. Ha diretto e coreografato produzioni di Cats e Candide in North Carolina.